# Строїнці (Чернівецький район)
Стро́їнці — село в Україні, в Новоселицькій міській громаді Чернівецького району Чернівецької області.

## Історія
За даними на 1859 рік у власницькому селі Хотинського повіту Бессарабської губернії, мешкала 473 особи (245 чоловічої статі та 228 — жіночої), налічувалось 75 дворових господарств, існувала православна церква та кордон.
Станом на 1886 рік у власницькому селі Новоселицької волості мешкало 452 особи, налічувалось 80 дворових господарств, існувала православна церква.
Мешканці села зазнали каральної акції операції «Захід».
З 24 серпня 1991 року село входить до складу незалежної України.
У 2015 році шляхом об'єднання сільських рад, село увійшло до складу Новоселицької міської громади.

## Населення

### Мова
Розподіл населення за рідною мовою за даними перепису 2001 року:
| Мова            | Кількість | Відсоток |
| --------------- | --------- | -------- |
| румунська       | 1473      | 94.82%   |
| українська      | 64        | 4.14%    |
| російська       | 8         | 0.98%    |
| інші/не вказали | 1         | 0.06%    |
| Усього          | 1546      | 100%     |

## Світлини

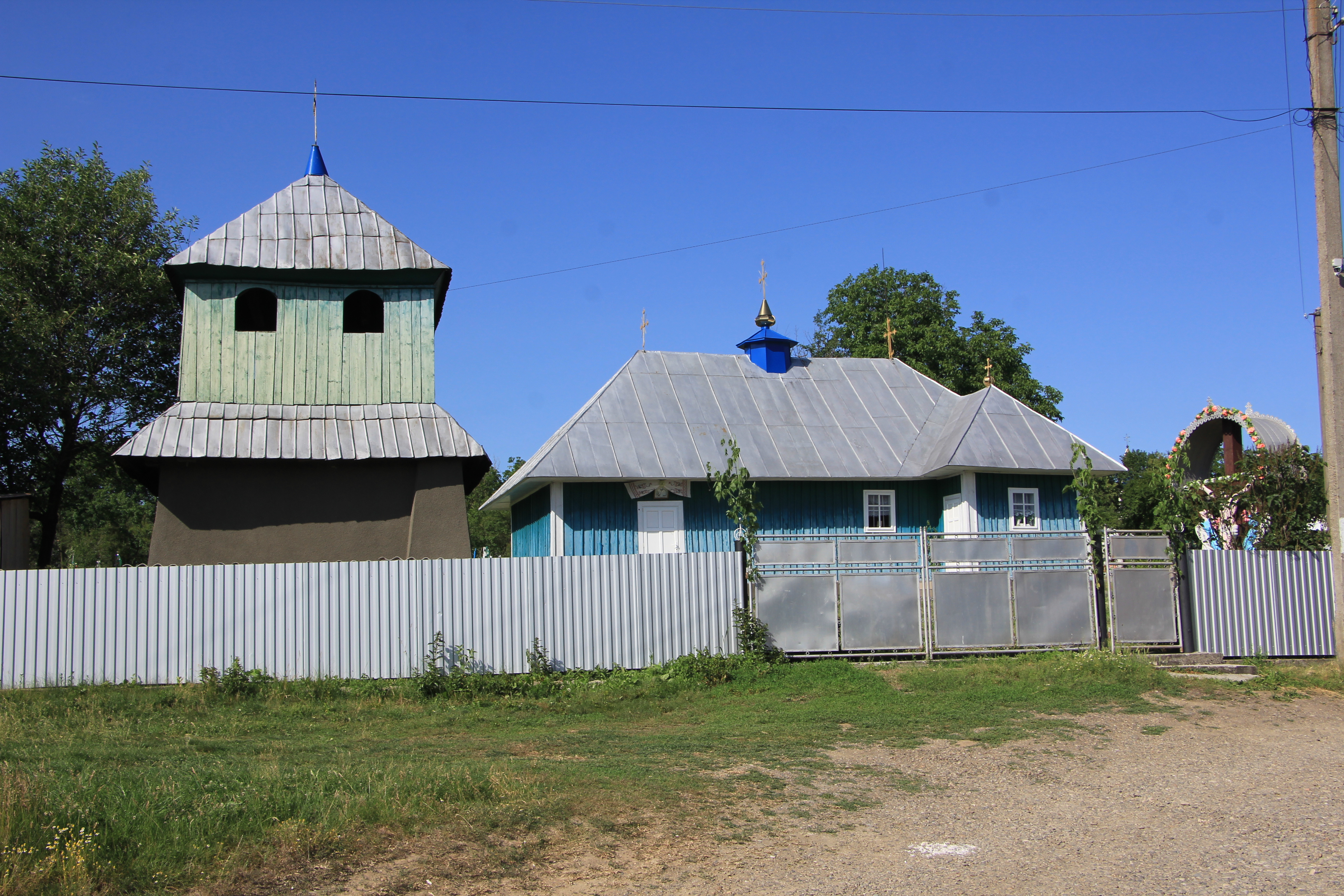
Церква Св. Миколи 1833 с. Строїнці
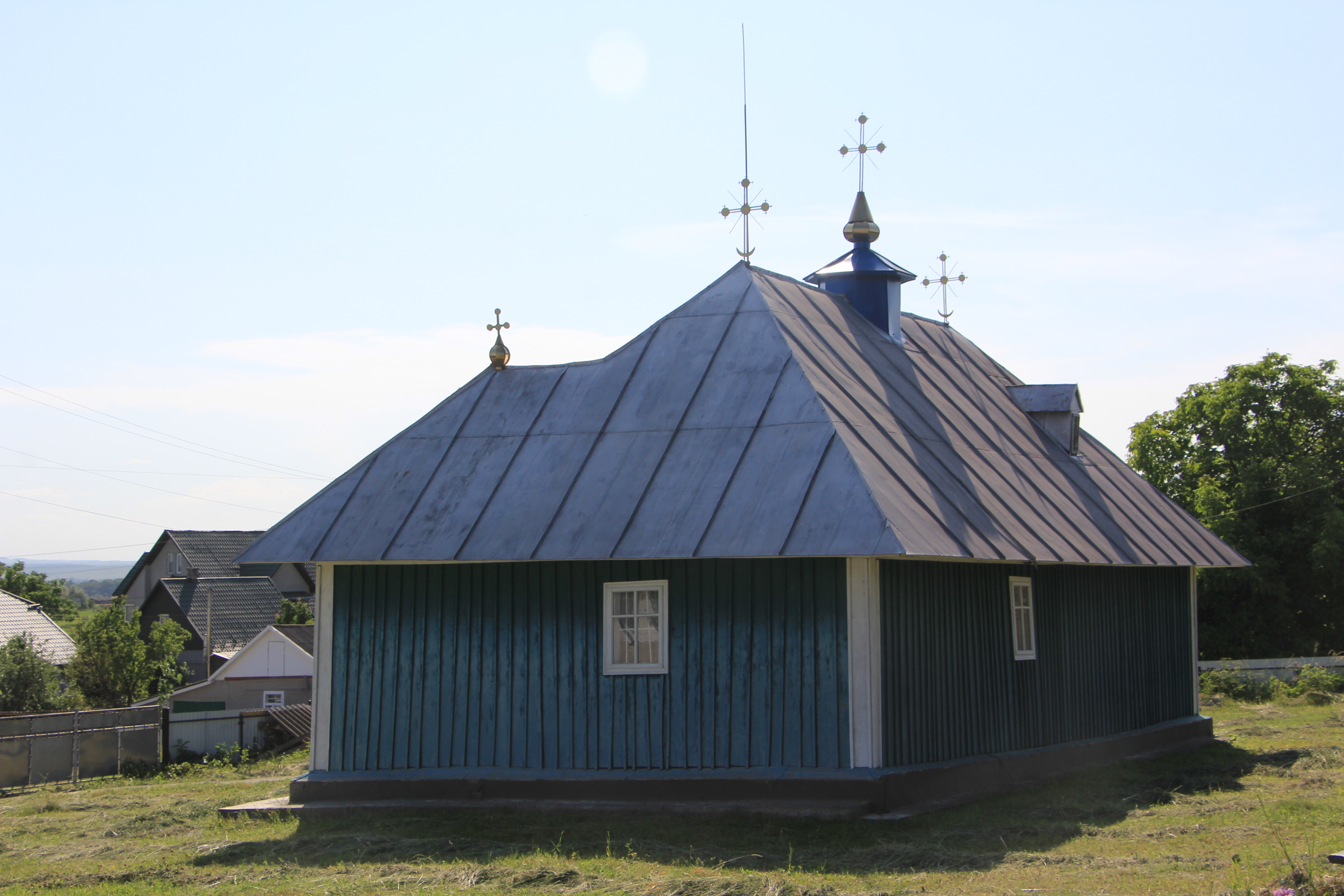
Церква Св. Миколи 1833 с. Строїнці

## Персоналії
- Галушка Надія Миколаївна (1933—2002) — українська радянська колгоспниця, Герой Соціалістичної Праці (1952).